# 安吉星
安吉星（OnStar Corporation）是通用汽车的子公司，該公司在美国、加拿大、中华人民共和国、墨西哥、欧洲、巴西和阿根廷等地開展通信、车载安全、紧急服务、免提呼叫、逐向导航和远程诊断系统等業務。

## 历史
OnStar成立于1996年，由GM、Electronic Data Systems和Hughes Electronics Corporation 合作成立。每个创始公司都为企业带来了特定领域的专业知识：通用汽车带来了车辆设计和集成以及数百万辆汽车的分销系统，EDS带来了大部分系统开发、信息管理和客户服务技术，而休斯（DirecTV）贡献了通信和卫星技术以及汽车电子。

## 安吉星logo歷史

1995–2010
2010–2022
2022–